# Thelosia rectilinea
Thelosia rectilinea är en fjärilsart som beskrevs av Paul Dognin 1922. Thelosia rectilinea ingår i släktet Thelosia och familjen silkesspinnare. Inga underarter finns listade i Catalogue of Life.